# گلنلگ، استرالیای جنوبی
گلنلگ (به انگلیسی: Glenelg) یک حومه شهر در استرالیا است که در استرالیای جنوبی واقع شده‌است.